# Кордіяка Павло Михайлович
Павло Михайлович Кордіяка — український силач, Найсильніша людина України 2020, абсолютний чемпіон України 2019, 2020 років, чемпіон світу з Логліфту 2019, переможець World Strongman games Uzbekistan 2019 року.

## Біографія
Народився 2 липня 1995 року у м. Львів[джерело не вказане 1479 днів]. Вчився у СЗШ №99[джерело не вказане 1479 днів]. У шкільні роки активно займався спортом, зокрема футболом, акробатикою та танцями. Після закінчення школи поступив у Львівський державний університет фізичної культури імені Івана Боберського на факультет фізичної реабілітації.
2 квітня 2023 року Павло Кордіяка здобув титул "Найсильнішої людини Європи 2023". У фінальному заліку Кордіяка відсвяткував перемогу з показником у 57.5 очка. Виграв три з п'яти видів виснажливих змагань. При цьому у вправі «Колесо Конана» українець встановив новий світовий рекорд, побивши досягнення британця Даррена Седлера, яке трималося з 2016 року.
31 березня 2025 року стронгмен Павло Кордіяка встановив рекорд Гіннеса. Це трапилося у Мілані під час телевізійного шоу «Ніч рекордів», де офіційно фіксують найвидатніші світові рекорди. Павло підняв пʼять колод вагою 100, 120, 140, 160 і 180 кг за найкоротший час.

## Кар'єра устронґмені
Тренування зі стронґмену почав у 2014 році. Був учасником чемпіонату України 2014, 2015 років в категорії до 110 кг. У 2017 році посів 5 місце у категорії понад 110 кг. У 2018 році посів 2 місце.
Фіналіст Arnold World Amateur Strongman Championship 2019, Columbus, Ohio у категорії 105+ кг.
Найсильніша людина Європи 2023 року

## Особисті рекорди
- Присідання - 310 кг (без екіпірування)
- Жим лежачи - 215 кг (без екіпірування)
- Станова тяга - 360 кг (без екіпірування)
- Дамбл - 130 кг
- Логліфт - 198 кг